# Нусрет Диздаревић
Нусрет Диздаревић (Босански Дубочац 28. децембар 1950 — Дервента, 12. септембар 2018) био је резервни потпуковник Војске Републике Српске и командант Самосталне муслиманске чете "Меша Селимовић" у саставу 1. Крајишког корпуса ВРС.

## Биографија
У Дервенти је завршио средњу учитељску школу (1969) и отад па до 1980. радио је као учитељ. Школу резервних официра пјешадије завршио је 1971. у Билећи, након чега је произведен у чин резервног потпоручника. Радио је као референт у Секретаријату за народну одбрану општине Дервента (1980-1992). У ВРС је ступио даном њеног оснивања 12. маја 1992, у чину резервног капетана. Био је замјеник, а потом командант јединице "Меша Селимовић" у саставу 27. моторизоване бригаде у Дервенти. Ова јединица формирана је августа 1992. у селу Кулина код Дервенте на иницијативу Исмета Ђухерића, резервног капетана I класе, а уз помоћ генерала Бошка Келечевића и тадашњег пуковника Славка Лисице. Имала је око 120 бораца, првенствено добровољаца Муслимана. Истакла се на дервентском, бродском, маглајском, завидовићком и другим ратиштима. Диздаревић је јануара 1993. преузео команду над четом и водио је до краја рата. Служба у ВРС престала му је 4. јануара 1996. у чину капетана I класе. У чин резервног мајора унапријеђен је 1996, а у чин резервног потпуковника 2001. године.
Послије рата радио је у фабрици обуће у Дервенти, а потом у Одсјеку министарства одбране у Дервенти. Био је предсједник општинске организације СУБНОР-а и одборник у Скупштини општине Дервента испред СНСД. Пензионисан је 1. новембра 2007. године. Сахрањен је на Новом гробљу "Заједно" у Дервенти.